# Zigoitia
Zigoitia là một đô thị trong tỉnh Araba (Álava), thuộc Xứ Basque, phía bắc Tây Ban Nha. Cigoitia cách thủ phủ Victoria 15 km, có diện tích 102,07 km² và dân số là 1.513 người (INE 2007) với mật độ dân số là 14,82 hab./km². Mã số bưu chính 01138
Cigoitia được chia thành 16 concejo:
- Acosta.
- Apodaca.
- Berricano.
- Buruaga.
- Cestafe.
- Echávarri-Viña.
- Eribe.
- Echagüen (Cigoitia).
- Gopegui - Antigua capital del municipio.
- Letona.
- Manurga.
- Mendarozqueta.
- Murua.
- Olano.
- Ondátegui - Actual capital del municipio.
- Zaitegui